# Szczecinki perystomalne
Szczecinki perystomalne – rodzaj szczecinek występujący na głowie muchówek.
Szczecinki te ustawione są od kąta policzkowego wzdłuż otworu gębowego. Często osadzone są na listewce policzkowej.